# Mala Kolîban, Hmelnîțkîi
Mala Kolîban (în ucraineană Мала Колибань) este un sat în comuna Kopîstîn din raionul Hmelnîțkîi, regiunea Hmelnîțkîi, Ucraina.

## Demografie
Componența lingvistică a localității Mala Kolîban
     Ucraineană (98,7%)
     Rusă (1,3%)
Conform recensământului din 2001, majoritatea populației localității Mala Kolîban era vorbitoare de ucraineană (98,7%), existând în minoritate și vorbitori de rusă (1,3%).